# Retour à Zombieland
Série
Bienvenue à Zombieland
(2009)
Pour plus de détails, voir Fiche technique et Distribution.
Retour à Zombieland ou Zombieland : Le doublé au Québec (Zombieland: Double Tap) est un film américain réalisé par Ruben Fleischer, sorti en 2019. Il fait suite à Bienvenue à Zombieland, du même réalisateur, sorti en 2009.

## Synopsis
Dix ans après, Tallahassee, Columbus, Wichita et Little Rock font toujours équipe et luttent ensemble pour survivre face aux zombies, qui avec le temps ont évolué : parmi les zombies simples sont apparus les « Homer », en surpoids et simples d'esprit, les « Hawking », capables de stratégie, les « ninjas », rapides et silencieux, mais surtout les « T-800 », plus féroces et résistants aux balles. Le groupe trouve un temps refuge dans la Maison-Blanche. Mais des tensions apparaissent dans le groupe : Columbus et Wichita vivent leur petite vie de couple jusqu'à ce que Columbus demande la main de Wichita, et Tallahassee « couve » Little Rock comme un père, alors que cette dernière, devenue jeune adulte, a des envies d'ailleurs et d'être avec des gens de son âge. Une nuit, Wichita et Little Rock décident de partir à bord de la voiture blindée et surarmée de Tallahassee.
Columbus reste inconsolable après un mois, jusqu'à la rencontre de Madison, une jeune femme blonde écervelée qui a survécu à Zombieland dans le frigo d'un restaurant d'un centre commercial de Washington. Enthousiaste à l'idée de rencontrer enfin des humains sains, elle propose à Columbus de coucher ensemble le soir même. Plus tard la même nuit, Wichita s'introduit dans le garage de Tallahassee : Little Rock a fui avec Berkeley, un hippie prônant la non-violence et voulant rejoindre Babylone, une forteresse au Tennessee où humains vivent en paix et sans armes. Furieux de la fuite de sa protégée et détestant par avance les habitants de Babylone, Tallahassee est résolu à aller chercher Little Rock. Il part avec Wichita et Columbus, qui tient à garder Madison à ses côtés, créant la gêne avec son ex-compagne. En chemin, ils tentent d'échanger le monospace qu'ils utilisent comme véhicule pour un bus équipé, mais crèvent un pneu au bout de quelques mètres. Pendant la tentative de récupération du bus, Madison semble se faire mordre au pied et montre peu après les signes du début de contamination (teint pâle et vomissements). Columbus se charge de l'abattre en pleine forêt.
Arrivant dans le Tennessee, Tallahassee suggère de faire un détour par Graceland mais ne trouve qu'une maison désolée. Les objets de valeur d'Elvis Presley ont été récupérés par Nevada, la propriétaire d'un bar proche où se trouve la muscle car de Tallahassee. Nevada confirme que Little Rock et Berkeley sont passés quelques jours auparavant, et des « T-800 » rôdent. Le lendemain, la muscle car de Tallahassee est broyée par le monster car d'Albuquerque, un chasseur de zombies accompagné de Flagstaff. Wichita est frappée de la ressemblance entre les duos Tallahassee/Columbus et Albuquerque/Flagstaff. Ce deuxième duo repousse une attaque sur le bar mais se font mordre et doivent être abattus. En route vers Babylone, le groupe retrouve Madison, en vie et toujours humaine, ayant simplement fait une réaction allergique.
À Babylone, les quatre routards doivent sacrifier leurs armes pour entrer. Tallahassee y retrouve Little Rock, qui semble heureuse, et part peu après, mais revient en surprenant une horde de « T-800 » marchant vers la forteresse, attirés par le bruit. Sans armes pour se défendre, ils improvisent un piège avec les réserves de fioul du refuge, qui s'avère peu efficace. Alors que Tallahassee, Columbus, Wichita et Little Rock semblent acculés, Nevada arrive au volant du monster car d'Albuquerque et décime une bonne partie des zombies avant de renverser la voiture. Ils sortent et attirent les derniers zombies en haut de la tour de Babylone, et forcent la nuée vers le bord de la terrasse de toit, précipitant les zombies depuis la hauteur, attirés par Tallahassee tenant un crochet. Quand un des zombies parvient à attraper la jambe de Tallahassee, Little Rock sort le pistolet que lui avait offert le vieil homme, qu'elle avait conservé.
Wichita accepte la demande en mariage de Columbus, Little Rock rompt avec Berkeley, déjà attiré par Madison, et Nevada rejoint Tallahassee, qui reprend la route avec ses trois anciens compagnons à bord de la Cadillac rose d'Elvis Presley.

## Fiche technique
Sauf indication contraire, les informations mentionnées dans cette section peuvent être confirmées par la base de données cinématographiques IMDb,  présente dans la section « Liens externes ».
- Titre original : Zombieland: Double Tap
- Titre français : Retour à Zombieland
- Titre québécois : Zombieland : Le doublé
- Réalisation : Ruben Fleischer
- Scénario : Dave Callaham, Rhett Reese et Paul Wernick
- Décors : Martin Whist
- Photographie : Chung-hoon Chung
- Production : Gavin Polone
- Sociétés de production : Columbia Pictures et Pariah
- Sociétés de distribution : Columbia Pictures (États-Unis), Sony Pictures Releasing France (France)
- Pays d'origine :  États-Unis
- Langue originale : anglais
- Format : couleur
- Genre : comédie horrifique, film de zombies
- Durée : 99 minutes
- Budget : 42 millions de dollars[2]
- Dates de sortie[3] : 
  - États-Unis : 18 octobre 2019
  - France : 30 octobre 2019
- Classification :
  -  États-Unis : R - Restricted (interdit aux moins de 17 ans non accompagnés d'un adulte)[4]
  -  France : Tous publics avec avertissement[4]

## Distribution
- Woody Harrelson (VF : David Krüger ; VQ : Louis-Philippe Dandenault) : Tallahassee
- Jesse Eisenberg (VF : Donald Reignoux ; VQ : Hugolin Chevrette) : Columbus
- Emma Stone (VF : Chloé Berthier ; VQ : Pascale Montreuil) : Wichita / Krista
- Abigail Breslin (VF : Claire Bouanich ; VQ : Ludivine Reding) : Little Rock
- Rosario Dawson (VF : Annie Milon ; VQ : Hélène Mondoux) : Nevada
- Zoey Deutch (VF : Victoria Grosbois ; VQ : Kim Jalabert) : Madison
- Avan Jogia (VF : Julien Allouf ; VQ : Maël Davan-Soulas) : Berkeley
- Thomas Middleditch (VF : Alexis Tomassian ; VQ : Philippe Martin) : Flagstaff
- Luke Wilson (VF : Philippe Valmont ; VQ : Antoine Durand) : Albuquerque
- Bill Murray (VF : Bernard Métraux ; VQ : Marc Bellier) : lui-même
- Al Roker (VF : Lucien Jean-Baptiste) : lui-même
- Tim McAdams (VF : Luc Boulad) : lui-même
- Ray Park : 1er zombie T-800

 Source et légende : version québécoise (VQ) sur Doublage.qc.ca version française (VF) sur AlloDoublage

## Production

### Genèse et développement
Après le succès de Bienvenue à Zombieland (2009), les scénaristes Rhett Reese et Paul Wernick envisagent plusieurs suites possibles avec plusieurs idées à explorer. Ils racontent par ailleurs que Woody Harrelson leur avait à l'époque déclaré : « Je n'ai jamais voulu faire une suite mais je ferais bien celle-là ». Les deux scénaristes envisagent également le retour des acteurs principaux Jesse Eisenberg, Emma Stone et Abigail Breslin toujours avec Ruben Fleischer comme réalisateur. Ils évoquent aussi la télévision et la possibilité d'en faire une série télévisée. Rhett Reese et Paul Wernick écrivent donc un épisode pilote, avec d'autres acteurs, qui est dévoilé en avril 2013 sur Lovefilm et Amazon Video,,.
Le projet traîne et en juillet 2011, Jesse Eisenberg déclare qu'il n'est « pas sûr que cela arrive » bien que les scénaristes travaillent toujours sur le script. Woody Harrelson exprime aussi ses doutes quant au film et à sa participation au projet.
En août 2016, Rhett Reese et Paul Wernick confirment qu'ils travaillent sur une suite et qu'ils ont rencontré Woody Harrelson pour en discuter. Ils précisent que « toute la distribution est très excitée ». En mars 2017, il est annoncé que le script est fini. En mai 2018, Woody Harrelson déclare que le film va probablement se concrétiser. En juillet 2018, la production de Zombieland: Double Tap est officiellement validée par Sony Pictures et Ruben Fleischer est confirmé comme réalisateur.

### Attribution des rôles
La présence des quatre acteurs principaux du premier film (Jesse Eisenberg, Emma Stone, Abigail Breslin et Woody Harrelson) est confirmée en juillet 2018.
En novembre 2018, Zoey Deutch et Avan Jogia rejoignent la distribution,. En janvier 2019, c'est au tour de Rosario Dawson d'être officialisée dans le film. En février 2019, le nom de Thomas Middleditch est ajouté à la distribution du film.
Ryan Reynolds, proche des scénaristes Rhett Reese et Paul Wernick, devait initialement tenir le rôle d'Albuquerque. Pris par d'autres projets, il est finalement remplacé par Luke Wilson.

### Tournage
Le tournage débute le 21 janvier 2019 à Atlanta. Il se déroule dans d'autres villes de l'État de Géorgie comme Macon.
Le tournage principal s'achève en mars 2019.

## Accueil

### Critique
Le film reçoit des critiques assez partagées. Sur l'agrégateur américain Rotten Tomatoes, il récolte 67% d'opinions favorables pour 199 critiques et une note moyenne de 6,19⁄10. Sur Metacritic, il obtient une note moyenne de 56⁄100 pour 37 critiques.
En France, le film obtient une note moyenne de 3,1⁄5 sur le site AlloCiné, qui recense 21 titres de presse. Du côté des avis positifs, on peut notamment lire dans Le Journal du geek « Sans se prendre au sérieux, le nouveau long-métrage de Ruben Fleischer réussi à nous faire rire (presque) autant que le premier volet. On continuera de préférer la version 2009 mais ce retour 10 ans plus tard signe un joli hommage qui tombe à pic pour Halloween ». Pour Le Parisien « Retour à Zombieland s'avère plein de charme » même si « l'histoire [est] quasiment la même que dans le premier volet ». Un avis similaire à celui de Jean-Baptiste Herment de Mad Movies : « Retour à Zombieland s'avère donc très fidèle à son modèle, jusque dans le côté éphémère et inconséquent du plaisir pourtant bien réel que procure cette zombie comedy aussi généreuse qu'appliquée ». Dans Télérama, Jérémie Couston écrit quant à lui « Débordante d’esprit et d’ironie, cette comédie joyeusement gore (on y dégomme du zombie à tour de bras) est un plaisir auquel on succombe sans la moindre culpabilité ».
Du côté des critiques négatives, Jean Serroy du Dauphiné libéré écrit « Seule la présence nouvelle d’une blonde à cervelle d’oiseau vient apporter un peu de fraîcheur : avec son quotient intellectuel au-dessous de zéro, elle se trouve  en phase parfaite avec le film… ». Dans Les Fiches du cinéma, Simon Hoarau écrit notamment « Dans cette suite dispensable, Fleischer fait l'erreur de croire que la quantité peut primer sur la qualité ». Christophe Caron de La Voix du Nord regrette quant à lui que « la suite de Bienvenue à Zombieland se révèle bavarde et ennuyeuse avant de décoller dans la dernière ligne droite. Trop tard ». Libération quant à eux écrivent que « La vérité est qu’il serait abusif de classer "Retour à Zombieland" dans le genre, tant les morts-vivants n’y sont qu’un prétexte paresseusement exploité. De cette faiblesse, voire de ce je-m’en-foutisme, le film parvient parfois à tirer une certaine drôlerie. »

### Box-office
| Pays ou région    | Box-office      | Date d'arrêt du box-office | Nombre de semaines |
| ----------------- | --------------- | -------------------------- | ------------------ |
| États-Unis Canada | 73 123 082 $ $  | 25 décembre 2019           | 8 (fin)            |
| France            | 582 068 entrées | 18 décembre 2019           | 7 (fin)            |
| Total mondial     | 122 810 399 $   | -                          | -                  |

## Clins d’œil
- À la Maison-Blanche, Columbus offre à Wichita le diamant Hope.
- Dans le bureau ovale, Tallahassee signe un document de Grâce présidentielle pour Wesley Snipes, qui a justement joué dans plusieurs films aux côtés de Woody Harrelson dans les années 1990.
- Il y a plusieurs allusions à la franchise Terminator. Columbus dit notamment que Terminator 2 : Le Jugement dernier est son film préféré, derrière Fantasia. La réplique « Hasta la vista, baby » est prononcée plusieurs fois, et les nouveaux zombies surpuissants sont appelés les T-800.
- Pour décrire les différents types de zombies, le narrateur Columbus explique qu'il y a les « Homer » (en référence à Homer Simpson) qui ne sont pas très malins, les « Hawking » (en référence à Stephen Hawking) qui sont plutôt ingénieux, les furtifs « Ninjas » et les redoutables et coriaces « T-800 »[34],[22].
- Comme dans le premier film, Bill Murray fait une apparition. On le retrouve ici en pleine promotion de Garfield 3: Flabby Tabby, la seconde suite de Garfield (2004). On peut d'ailleurs brièvement voir une affiche de Garfield 3 dans le centre commercial dans lequel Columbus rencontre Madison[22].
- À la fin de la scène, on peut entendre l'acteur faire référence au personnage de Garfield en disant « Je déteste les lundis », réplique habituelle du personnage. Peu de temps après, il ajoute cette phrase : « Je n'ai pas peur des fantômes », en référence au film S.O.S. Fantômes dans lequel il tenait un des rôles principaux. À noter que le premier volet faisait déjà référence aux deux films.